# Dawid Tomala
Dawid Tomala (Tychy, 27 augustus 1989) is een Pools snelwandelaar. Hij nam tweemaal deel aan de Olympische Spelen. Zijn grootste prestaties behaalde hij op het onderdeel 50 km snelwandelen in Tokio. Na de Spelen van Tokio verdween de 50 km snelwandelen van het olympisch programma.

## Titels
- Olympisch kampioen 50 km snelwandelen - 2021

## Persoonlijke records
Outdoor
| Onderdeel             | Prestatie | Datum            | Plaats   |
| --------------------- | --------- | ---------------- | -------- |
| 10.000 m snelwandelen | 40.17,62  | 20 juli 2018     | Lublin   |
| 10 km snelwandelen    | 40.11     | 7 september 2013 | Katowice |
| 20 km snelwandelen    | 1:20.30   | 30 maart 2013    | Olomouc  |
| 35 km snelwandelen    | 2:34.49   | 24 juli 2022     | Eugene   |
| 50 km snelwandelen    | 3:49.23   | 20 maart 2021    | Dudince  |

## Palmares
- Olympisch kampioen 50 km snelwandelen - 2021

### 20 km snelwandelen
- 2012: 19e OS - 1:21.55
- 2018: 19e EK - 1:25.06
- 2019: 32e WK - 1:38.15

### 35 km snelwandelen
- 2022: 19e WK - 2:30.47

### 50 km snelwandelen
- 2021:  OS - 3:50.08

1932: Thomas Green ·
1936: Harold Whitlock ·
1948: John Ljunggren ·
1952: Pino Dordoni ·
1956: Norman Read ·
1960: Don Thompson ·
1964: Abdon Pamich ·
1968: Christoph Höhne ·
1972: Bernd Kannenberg ·
1980: Hartwig Gauder ·
1984: Raúl González ·
1988: Vjatsjeslav Ivanenko ·
1992: Andrej Perlov ·
1996: Robert Korzeniowski ·
2000: Robert Korzeniowski ·
2004: Robert Korzeniowski ·
2008: Alex Schwazer ·
2012: Jared Tallent ·
2016: Matej Tóth ·
2020: Dawid Tomala
- World Athletics: 14217744
- Virtual International Authority File: 1943163211489707580000